# Shalla
Shalla è un singolo del cantautore e rapper italiano LDA, pubblicato l'11 aprile 2025.

## Descrizione
Il brano, scritto dallo stesso cantautore con Alessandro Caiazza, è prodotto da Noya e ha segnato la svolta del cantautore al genere rhythm and blues.

## Promozione
Il brano è stato eseguito dallo stesso cantautore il 12 aprile 2025 nel corso della sua intervista nel programma Verissimo, in onda su Canale 5 con la conduzione di Silvia Toffanin.

## Video musicale
Il video musicale, diretto da Mario Miccione, è stato pubblicato il 15 aprile 2025 attraverso il canale YouTube del cantautore.

## Tracce
Testi e musiche di Luca D'Alessio e Alessandro Caiazza.
1. Shalla – 3:14